# Хадытаяха (приток Вынгапура)
Хадытаяха (устар. Катучей-Яха) — река в России, протекает в Ямало-Ненецком АО. Устье реки находится в 184 км по левому берегу реки Вынгапур. Длина реки составляет 49 км.

## Притоки
(км от устья)
- 4 км: река без названия (лв)
- 20 км: река Нюча-Хадытаяха (пр)
- 28 км: река Тысъяяха (лв)
- 35 км: река Тэльяха (пр)

## Данные водного реестра
По данным государственного водного реестра России относится к Нижнеобскому бассейновому округу, водохозяйственный участок реки — Пур. Речной бассейн реки — Пур.
Код объекта в государственном водном реестре — 15040000112115300055950.